# Das Wagner Desaster Live
Das Wagner Desaster Live is een muziekalbum van Klaus Schulze. Het zou normaliter zijn dertigste album zijn geworden. Echter vlak voor dit album bracht Schulze zijn tien compact discs tellende The Silver Edition uit, waardoor het album nummer 40 werd. Bij de heruitgave verscheen ook dan dat nummer op de rug van het pakketje.
De titel verwijst naar een ruzie tussen filosoof Friedrich Nietzsche en componist Richard Wagner. Een hechte vriendschap tussen die twee liep stuk, omdat Nietzsche kritiek had op de keuzes (zowel maatschappelijk als muzikaal) die Wagner later nam. Met name het feit dat Wagner zich steeds meer wendde tot het Katholicisme was Nietzsche een doorn in het oog. Das Wagner Desaster was dan ook vanuit Wagners standpunt een ramp. Klaus Schulze is een groot liefhebber van de muziek van Wagner. De zang op het album verwijst naar de opera’s van Wagner.
Het album zou volgens de wens van Schulze oorspronkelijk uitkomen als een enkele compact disc. Gedurende het mixen, samen met André Zenou, toenmalig PR-man van automerk Citroën bleek er voldoende materiaal voor twee cd’s. Schulze had er een hard hoofd in, want de platenlabels zaten in de jaren 1990-1999 niet echt te wachten op elektronische muziek. De nummers waren voor hun veel te lagen. Tot Schulzes verbazing verscheen het album juist wel als dubbel-cd. 
De muziek is opgenomen tijden twee concerten: op 27 mei speelde Schulze in La Cigale in Parijs, op 31 mei 1994 in Teatro Valle in Rome. In Rome was rond die datum een congres over de verhouding Nietzsche/Wagner bezig, waarvoor Schulze was uitgenodigd. De opname van bonustrack Encore Sevilla zijn van een andere datum, uit de opnamen van concerten gedurende een tournee door Spanje.

## Musici
- Klaus Schulze – synthesizers, elektronica, samples etc.

## Muziek
De twee eerste tracks van de beide cd’s zijn dezelfde nummers, maar dan net iets anders gemixt. De volgorde van de tracks is bij de heruitgave aangepast om de “leegte” op te vullen. Op het oorspronkelijke album is Versöhnung track3 van Cd-2 en ontbreekt de bonustrack.

| Nr. | Titel                                  | Duur  |
| --- | -------------------------------------- | ----- |
| 1.  | Wagner (wild mix)                      | 28:29 |
| 2.  | Nitezsche (wild mix)                   | 28:35 |
| 3.  | Entfremdung (wild mix, toegift Parijs) | 9:59  |
| 4.  | Versöhnung (wild mix, toegift Rome)    | 11:42 |

| Nr. | Titel                       | Duur  |
| --- | --------------------------- | ----- |
| 1.  | Liebe (soft mix)            | 27:55 |
| 2.  | Haß (soft mix)              | 28:35 |
| 3.  | Encore Sevilla (bonustrack) | 19:17 |